# Châtenois (Baix Rin)
 Châtenois (en alsacià Keschteholz, en alemany Kestenholz) és un municipi francès, situat a la regió del Gran Est, al departament del Baix Rin. L'any 1999 tenia 3.373 habitants.
Forma part del cantó de Sélestat, del districte de Sélestat-Erstein i de la Comunitat de comunes de Sélestat.

## Demografia
| 1962  | 1968  | 1975  | 1982  | 1990  | 1999  |
| ----- | ----- | ----- | ----- | ----- | ----- |
| 2.634 | 2.798 | 2.954 | 3.005 | 3.020 | 3.373 |

## Administració
| Període   | Identitat              | Partit |
| --------- | ---------------------- | ------ |
| 1945-1971 | Charles Louis Marchal  |        |
| 1971-1989 | Frédéric Koch          |        |
| 1989-2001 | Pierre Risch           |        |
| 2001-2014 | Jean-Jacques Goldstein |        |
| 2014-     | Luc Adoneth            |        |